# Conex (grup)
Conex este un grup de companii din România, înființat în anul 1993, care se ocupă cu producerea și comercializarea de piese pentru industria auto, utilaje și echipamente complexe industriale. Este deținut de către omul de afaceri ieșean Ioan Prisecaru, unul din cei mai bogați și influenți întreprinzători din Moldova. Activitatea grupului este structurată în două divizii: Divizia Automotive și Divizia Echipamente industriale.
În anul 2002, grupul avea în total 2.500 de angajați.
Cifra de afaceri:
- 2003: 55 milioane dolari[5]
- 2002: 38 milioane dolari[5]
- 2001: 30 milioane dolari[2]

Din grup fac parte companiile:
- Tess Conex SA - producător de piese și subansamble auto pentru autoturisme Dacia[6]
- Compania Conex SA - producător de produse peliculogene și cosmetice auto. În anul 2002, era al treilea producător de vopsele din România, deținând, la nivel național, o cotă de piață de 10%[4]
- ASAM - producător de elemente de caroserie și alte piese pentru mașini grele
- Bursa de Mărfuri Iași - operațiuni de tranzacționare și compensare
- Trans Conex SRL - transport auto intern și internațional
- Guard Conex - pază și protecție
- Conex International SRL - proiectare urbanistică
- Agmus (fosta IMAMUS) - producție și reparație de utilaje unicat pentru toate domeniile industriale începând de la industria textilă și alimentară până la cea siderurgică și petrolieră sau a mineritului[7]
- Presum Proiect - fostul centru de cercetare și proiectare al întreprinderii Fortus Iași[8]
- Sinta - fostul centru de calcul din Iași[9][10]
- Marub Brașov - producție și reparații de material rulant[11]
- Comes Săvinești - companie producătoare de echipamente și piese pentru industria chimică, petrochimică, constructoare de mașini și textilă[5][12]